# Arcosolio
L'arcosolio (dal latino: arcosolium, ovvero “sepolcro arcato”) è una tipologia architettonica utilizzata per i monumenti funebri e, in particolare, nelle catacombe.

## Storia

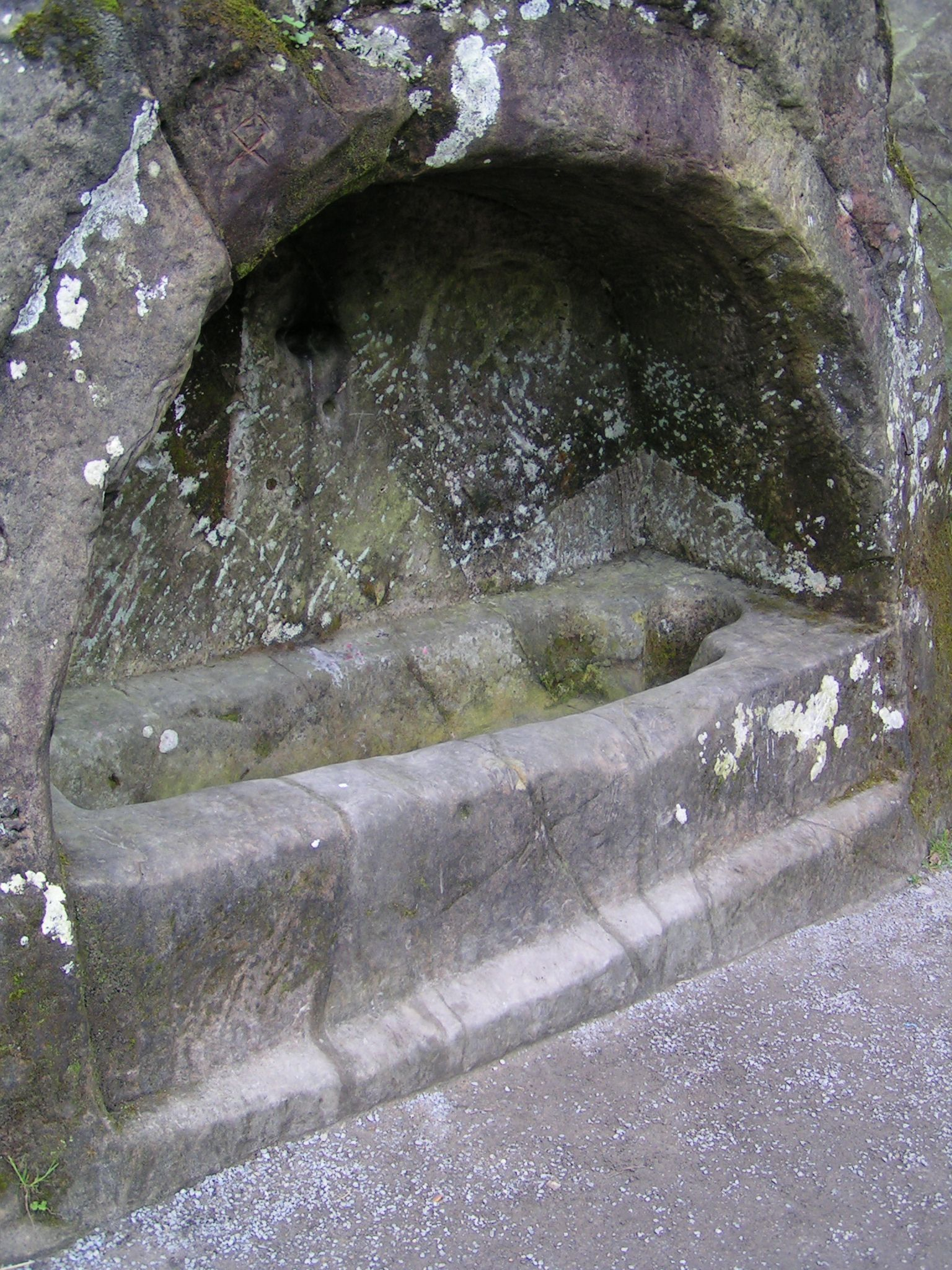
Arcosolio nel sito medioevale di Externsteine

Tipico delle catacombe romane, l'arcosolio era costituito da un sarcofago o da una tomba chiusa da lastre di marmo o in muratura ed inserita in una nicchia sormontata da un arco a tutto sesto, in genere scavata nel tufo della parete. La sepoltura occupava interamente la parte inferiore della nicchia, e lo spazio che si veniva a creare sotto l'arco, la lunetta, veniva spesso decorato con pitture.
Dal XIII secolo (a partire dal Mausoleo del cardinale De Braye di Arnolfo di Cambio) questa struttura venne ripresa nella tipologia del monumento funebre a parete, sormontato da un arco ogivale, con la statua del defunto disteso sul sepolcro e in casi più rari in posizione orante.
Nel Rinascimento l'arco divenne a tutto sesto e numerosi artisti usarono questa tipologia, come nella tomba di Leonardo Bruni di Bernardo Rossellino o in quella di Carlo Marsuppini di Desiderio da Settignano, entrambe poste nella basilica di Santa Croce a Firenze. Altro monumento di rilievo è il mausoleo di Maria Pereyra Camponeschi nella basilica di San Bernardino all'Aquila.